# Apokalypse des Paulus (NHC)
Die Apokalypse des Paulus, kurz: ApcPl, ist eine gnostische Schrift, die in Form einer Vision von der Entrückung und Himmelsreise des Apostels Paulus handelt. Sie ist Teil der Nag-Hammadi-Schriften (NHC V,2) und wird frühestens Mitte des 2. Jahrhunderts entstanden sein.

## Inhalt
Die Vision dürfte aus der Notiz des Paulus in 2 Kor 12,2-4  herausgesponnen worden sein. Beschrieben wird der Aufstieg des Paulus durch verschiedene Sphären des Himmels in Begleitung Jaldabaoths (beschrieben als ‚alter Mann auf einem Thron‘), der den weiteren Aufstieg zu verhindern versucht. Eine Seele, die die erforderliche Erkenntnis (Gnosis) nicht hat, um Jaldabaoth hier zu besiegen, wird in der Vision zurückgeschickt, um wiedergeboren zu werden.

## Rezeption
Epiphanius von Salamis sagt über diese Schrift, sie stamme von den Kainiten, die Kain als Messias betrachteten. Denn nach deren Ansicht sei der Gott des Alten Testamentes, Jaldabaoth genannt, der böse Demiurg.